# NGC 4207
NGC 4207 ist eine spiralförmige Zwerggalaxie mit ausgedehnten Sternentstehungsgebieten vom Hubble-Typ Scd im Sternbild Jungfrau auf der Ekliptik. Sie ist schätzungsweise 23 Millionen Lichtjahre von der Milchstraße entfernt und hat einen Durchmesser von etwa 10.000 Lichtjahren. Unter der Katalogbezeichnung VCC 152 ist sie als Mitglied des Virgo-Galaxienhaufens gelistet.
Im selben Himmelsareal befinden sich u. a. die Galaxien IC 3092 und IC 3097.
Das Objekt wurde am 23. März 1865 von dem deutsch-dänischen Astronomen Heinrich Louis d’Arrest entdeckt.